# Minsterberkové

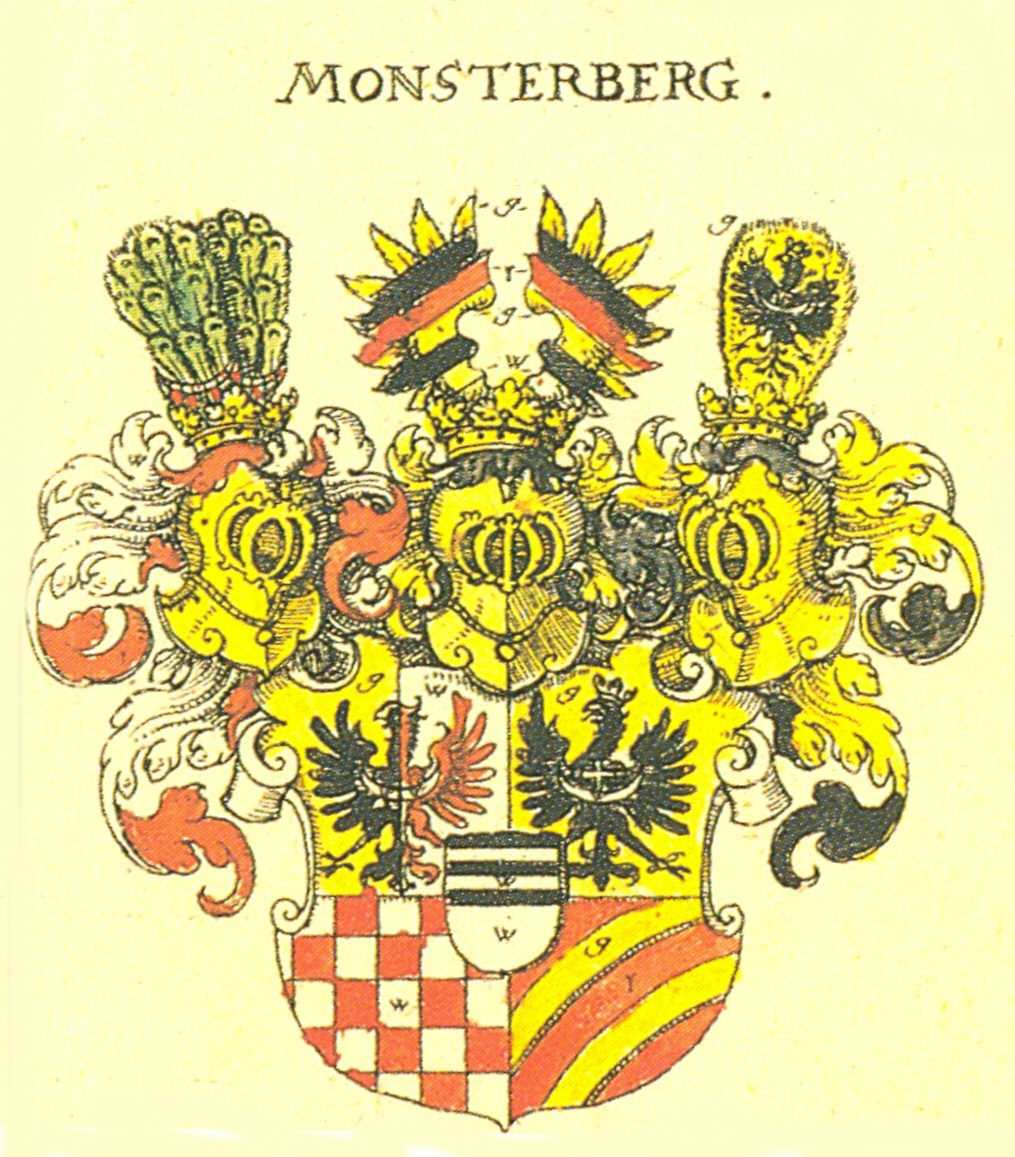
Erb minsterberských knížat dle Johanna Siebmachera

Minsterberkové nebo též minsterberská knížata byli potomci krále Jiřího z Poděbrad, resp. rodová linie jeho syna Jindřicha staršího. Základnou rodu bylo Minsterberské knížectví ve Slezsku; po získání Olešnického knížectví byli označováni jako knížata minsterbersko-olešnická. Rod vymřel po meči Karlem Fridrichem v roce 1647. Titul používali i Jindřichův bratr Hynek (Jindřich Mladší) a syn dalšího bratra Viktorína Bartoloměj, i když jim žádné statky ve Slezsku nepatřily.

## Historie rodu

### Počátky dynastie
Jiří z Poděbrad pocházel z poděbradské větve pánů z Kunštátu, kterou založil jeho praděd Boček z Kunštátu a Poděbrad. Ještě v dobách, kdy nebyl králem, rozmnožil Jiří značně své državy, a to zejména ve východních Čechách a ve Slezsku ziskem tzv. častolovického dědictví. Za nemalou sumu koupil od zadluženého Hynka z Lichtemburka a jeho syna v letech 1451 a 1454 Kladsko a slezské Frankenštejnsko včetně právního nároku na Minsterbersko, které však v té době ovládal opavský kníže Vilém. Jeho nástupce Arnošt Minsterbersko Jiřímu prodal a Ladislav Pohrobek dal Jiřímu právo vyplácet i zastavené části knížectví.
Po nástupu na trůn usiloval Jiří o zvýšení mocenské i společenské prestiže svých synů s ohledem na možné nástupnictví. Díky dobrým vztahům s císařem Fridrichem III. dosáhl toho, že císař povýšil jeho tři syny na říšská knížata: v roce 1459 Viktorína, v roce 1462 pak Jindřicha a Hynka. Sám v roce 1459 povýšil Kladsko na hrabství a v roce 1460 koupil část Opavska. Listinou ze 16. prosince 1465 udělil těmto svým třem synům knížectví minsterberské, hrabství kladské a získanou část opavského knížectví jako dědičná manství (pro hospodaření ve společném nedílu).

### Jiříkovi synové
Po smrti krále Jiřího byly statky jeho synů zadluženy v důsledku předchozích válek, Viktorín byl navíc zajatcem Matyáše Korvína. K vyplácení pohledávek vůči koruně a zástav se sice Vladislav Jagellonský zavázal volebním zápisem, ale finanční situace rodiny byla špatná. V březnu roku 1472 se bratři sešli v Poděbradech, aby rozdělili společný majetek. Ze slezských držav připadlo vše kromě Opavska, které dostal Viktorín, Jindřichovi. Většina rodových statků v Čechách a na Moravě zůstala Hynkovi a nejstaršímu Bočkovi. Viktorín se po svém propuštění přidal ke Korvínovi, na stranu uherského vzdorokrále se později postavil i Hynek. Jindřich, kterého otec před smrtí určil za správce království do korunovace příštího krále, stranil Vladislavu Jagellonskému a zůstal mu věrný. Všichni tři se postupně do roku 1473 zřekli kalicha.
Matyáš Korvín se snažil vybudovat ve Slezsku mocenskou základnu pro svého nemanželského syna Jánoše, aby ho prosadil jako nástupce na český trůn. V roce 1485 s Viktorínem vyměnil Opavsko za několik hradů ve Slavonii, aby se Jánoš mohl stát opavským knížetem. Jak rostla nespokojenost s Korvínovou vládou ve Slezsku, využil situace Jindřich, který se postavil do čela vojensko-politického bloku nespokojených knížat. Válka o Hlohovsko v letech 1487-1489, do níž se na straně Jana II. Hlohovsko-zaháňského zapojili kromě Jindřicha i Hynek a Viktorín, skončila Korvínovým vítězstvím. Již v roce 1488 Matyáš Viktorínovi konfiskoval slavonské hrady, Jindřich pak přišel o Minsterbersko a Hynek o svůj majetek v Čechách. Po Matyášově smrti získali Jindřich a Hynek své državy zpět, ale tímto dobrodružstvím značně zchudli. Opavsko se do rukou poděbradského rodu již nevrátilo. Přesto titul opavského knížete nadále používal Viktorínův syn Bartoloměj, jinak dvořan a schopný diplomat na budínském dvoře Vladislava Jagellonského, který později sehrál výraznou roli i v Čechách jako hejtman městského svazu ve sporech se šlechtickou skupinou kolem Zdeňka Lva z Rožmitálu. Bartoloměj byl posledním z této větve minsterberských knížat. Hynek legitimního mužského potomka nezplodil a jeho majetek (značně ztenčený kvůli jeho rozmařilému životu) zdědil Jindřich.

### Potomci Jindřicha Minsterberského
Jindřich I. Minsterberský si zvolil za své sídlo Kladsko a k Čechám neměl silné vazby. Roku 1495 po smrti bratra Hynka vyměnil Poděbrady za olešnické knížectví, postupně se zbavoval i dalších statků v Čechách. Z jeho synů byl nejvýznamnější Karel, který sice stejně jako většina příslušníků rodu nebyl příliš dobrý hospodář, ale stal se podobně jako jeho bratranec Bartoloměj úspěšným politikem a diplomatem. Za krále Ludvíka zastával Karel I. Minsterberský různé vysoké úřady (nejvyššího hofmistra, dolnoslezského hejtmana, nejvyššího fojta Horní Lužice), v letech 1523–25 byl zemským správcem českého království. Jeho sídlem se stal Minsterberk, a poté, co dočasně toto knížectví zastavil, Frankenštejn. Kladsko prodal již v roce 1501. Rozprodávání držav pokračovalo za jeho synů, kteří již přešli na luterskou víru, i později. Minsterbersko bylo vícekrát zastaveno, až ho nakonec v roce 1569 prodal Karel Kryštof koruně. V majetku rodu zůstala jen Olešnice, ale Maxmilián II. titul knížete minsterberského mužským potomkům ponechal.
Představitelé posledních dvou generací rodu zastávali úřad nejvyššího slezského hejtmana. Karel II. Minsterberský se zasloužil o uznání Rudolfova majestátu pro Slezsko králem Matyášem. Jeho synové Jindřich Václav a Karel Fridrich v době stavovského povstání a třicetileté války spíše lavírovali, takže unikli represím. Karel Fridrich byl posledním mužským potomkem rodu. Jeho dcera Alžběta Marie si vzala Silvia Nimroda Württemberského.

#### Přehled členů rodu
| Jindřich I. starší     | 1448-1498 |                      | ∞ Uršula Braniborská                                              |
| Albrecht               | 1468-1511 | syn Jindřicha I.     | ∞ Salomena Zaháňsko-Hlohovská                                     |
| Jiří I.                | 1470-1502 | syn Jindřicha I.     | ∞ Hedvika Zaháňsko-Hlohovská                                      |
| Karel I.               | 1476-1536 | syn Jindřicha I.     | ∞ Anna Zaháňsko-Hlohovská                                         |
| Jáchym                 | 1503-1562 | syn Karla I.         |                                                                   |
| Jindřich II. mladší    | 1507-1548 | syn Karla I.         | ∞ Markéta z Pernštejna ∞ Markéta Meklenburská                     |
| Jan Olešnický          | 1509-1565 | syn Karla I.         | ∞ Kristýna Szydlowiecká ∞ Markéta Brunšvicko-Wolfenbüttelská      |
| Jiří II.               | 1512-1553 | syn Karla I.         |                                                                   |
| Jindřich III.          | 1542-1587 | syn Jindřicha II.    |                                                                   |
| Karel II.              | 1545-1617 | syn Jindřicha II.    | ∞ Kateřina Berkovna z Dubé ∞ Alžběta Magdalena Lehnicko-Břežská   |
| Karel Kryštof          | 1545-1569 | syn Jana Olešnického |                                                                   |
| Jindřích Václav starší | 1575-1591 | syn Karla II.        |                                                                   |
| Jindřich Václav Mladší | 1592-1639 | syn Karla II.        | ∞ Anna Magdalena Falcko-Lautereckenská ∞ Anna Uršula z Bernštatu  |
| Karel Bedřich          | 1593-1647 | syn Karla II.        | ∞ Anna Žofie Sasko-Altenburská ∞ Žofie Magdalena Lehnicko-Břežská |

## Erb
Již od 60. let začala knížata z Minsterberka používat čtvrcený štít s rodovým kunštátským znakem v srdečním štítku. Znak byl složen ze zdvojených znaků ovládaných zemí, Minsterberska a Kladska (orlice a pruhy). Jako první český šlechtický rod tvořili znak tímto způsobem. Znak doplňovaly helmice se dvěma i třemi klenoty. Ke konci 15. století se objevují různé varianty velkého štítu obsahující i znaky dalších zemí.